# Film and Publication Board
Le Film and Publication Board est un système d’évaluation sud-africain pour le cinéma, la télévision, les jeux vidéo et les publications.

## Classification

### Âge
| Icône | Description |
| ----- | --- |
|       | All Ages (Tous les âges) |
|       | Parental Guidance (Autorisation parentale)                                                                                       |
|       | 7-9 Parental Guidance (Autorisation parentale pour les 7-9 ans)                                                                  |
|       | 10 (Ne convient pas aux enfants de moins de 10 ans)                                                                              |
|       | 10-12 Parental Guidance (Autorisation parentale pour les 10-12 ans)                                                              |
|       | |
|       | 13 (Ne convient pas aux personnes de moins de 13 ans)                                                                            |
|       | 16 (Ne convient pas aux personnes de moins de 16 ans)                                                                            |
|       | 18 (Ne convient pas aux personnes de moins de 18 ans)                                                                            |
|       | X18 (Distribution à des personnes âgées de 18 ans ou présentation du matériel à des personnes âgées de 18 ans au sein de locaux) |
|       | XX (Distribution ou présentation interdite n’importe où)                                                                         |

### Contenu
| Icône | Description                         |
| ----- | ----------------------------------- |
|       | A                                   |
|       | Substance abuse (Abus de substance) |
|       | Horror (Horreur)                    |
|       | 16 H                                |
|       | Language (Langage)                  |
|       | Nudity (Nudité)                     |
|       | Prejudice (Préjudice)               |
|       | Sexual activity (Activité sexuelle) |
|       | 16 SN                               |
|       | Sexual violence (Violence sexuelle) |
|       | Violence (Violence)                 |
|       | 18 V                                |